# Cantó de Ramerupt
El cantó de Ramerupt és un antic cantó francès del departament de l'Aube, situat al districte de Troyes. Té 24 municipis i el cap és Ramerupt. Va desaparèixer el 2015.

## Municipis
- Avant-lès-Ramerupt
- Brillecourt
- Chaudrey
- Coclois
- Dampierre
- Dommartin-le-Coq
- Dosnon
- Grandville
- Isle-Aubigny
- Lhuître
- Longsols
- Mesnil-la-Comtesse
- Mesnil-Lettre
- Morembert
- Nogent-sur-Aube
- Ortillon
- Pougy
- Ramerupt
- Saint-Nabord-sur-Aube
- Trouans
- Vaucogne
- Vaupoisson
- Verricourt
- Vinets

## Història
| Data d'elecció                           | Identitat        | Partit                     | Qualitat |
| ---------------------------------------- | ---------------- | -------------------------- | -------- |
| 1945-1973                                | Robert Cuisin    | RGR, després divers droite |          |
| 1973-1992                                | Gilbert Thiébaut | radical, després UDF       |          |
| 1992-1998                                | Jacques Cossard  | Divers droite              |          |
| 1998-2011                                | Gérard Beaurieux | Divers droite, després UMP |          |
| 2011-2015                                | Guy Bernier      | Divers droite              |          |
| les dades anteriors no són pas conegudes |                  |                            |          |
|                                          |                  |                            |          |

## Demografia
| A partir de 1990: Població sense dobles comptes |